# Baccalauréat sciences et technologies de l'agronomie et du vivant
Pour un article plus général, voir Baccalauréat technologique.
En France, le baccalauréat sciences et technologies de l’agronomie et du vivant (STAV) est une des huit séries du Baccalauréat technologique. Il permet l'accès aux études supérieures dans le domaine de l'agriculture, de l'environnement ou de l'agroalimentaire. 
Il ne faut pas confondre le baccalauréat technologique STAV avec le baccalauréat général S spécialité agronomie, lui aussi préparé en lycée agricole. Le bac STAV est accessible à deux types d'élèves :
- Après une classe de seconde générale et technologique avec avis favorable du conseil de classe pour une orientation en 1re Technologique. Il est conseillé aux élèves d'avoir suivi en seconde l'enseignement de détermination "Ecologie, agronomie, territoires et développement durable (EATDD)".
- Après un BEP agricole (BEPA) ou un BEP en rapport avec le bac, un bon dossier scolaire et un avis favorable du conseil de classe. Ces élèves pourront passer par une première d'adaptation.

Les élèves intéressés par ce baccalauréat doivent s'intéresser à l'agriculture, l'environnement et/ou l'agroalimentaire (qualité des produits, gestion...) et dans une moindre mesure à la biologie et à l'écologie.
Le bac STAV offre également la possibilité d’accéder aux études de médecine vétérinaire, notamment en intégrant une classe préparatoire TB, un BTS agricole ou une licence scientifique, comme une licence de biologie.

## Histoire
Descendant des bacs Sciences et Technologies de l'Agronomie et de l'Environnement (STAE) et Sciences et Technologies des Produits Agroalimentaires (STPA), le Baccalauréat STAV peut être assez différent, en fonction de l'option (EIL). En effet il y a 5 options possibles : Aménagement et valorisation des espaces, Technologies de la production agricole, Transformations des produits alimentaires, Services en milieu rural ou Sciences et technologies des équipements.

## Formation
| Niv 4 Bac +0 17 |                                   | Baccalauréat général Arts, SES, SVT, HGGSP, Humanités, LCA, LLCE, Maths, PC, NSI, SVT, SITerminale générale |                                   | Baccalauréat technologique STAV, ST2S, STD2A, STMG, S2TMD, STI2D, STHR, STLTerminale technologique |                     | Baccalauréat professionnel Alimentaire, Vente, Beauté, Bâtiment, Santé, Design, Véhicules, NumériqueTerminale professionnelle | BMA                                   | BP                                    | CS5 CS4 CS3                           | BM                                    | BTM |
| Niv 3 16        | Première générale                 | Première technologique                                                                                      | Première professionnelle          | CAP 2e année                                                                                       | CAP 2e année        | CAP 2e année | CAP 2e année                          | CAP 2e année                          |                                       |                                       |     |
| 15              | Seconde générale et technologique | Seconde générale et technologique                                                                           | Seconde générale et technologique | Seconde professionnelle                                                                            | CAP 1re année       | CAP 1re année | CAP 1re année                         | CAP 1re année                         | CAP 1re année                         |                                       |     |
| RNCP Âge        | Lycée général                     | | Lycée technologique               | | Lycée professionnel | Centre de formation d'apprentis (CFA)                                                                                         | Centre de formation d'apprentis (CFA) | Centre de formation d'apprentis (CFA) | Centre de formation d'apprentis (CFA) | Centre de formation d'apprentis (CFA) |     |

Cette dernière est dispensée dans des lycées agricoles et comprend des cours théoriques mais aussi des TP (Travaux Pratiques) et des TD (Travaux Dirigés); ainsi que 5 semaines de stages destinées à tester les connaissances théoriques de l'élève "sur le terrain" et à éprouver sa motivation.
Les heures non affectées, ou EIL (Espace d'Initiative Locale), correspondent en gros aux spécialités des bacs généraux. L'EIL permet un approfondissement dans le domaine, au choix, de la production agricole, des services en milieu rural, de la transformation des produits alimentaires et de l'aménagement et de la valorisation de l'espace. Les horaires ou la quantité des modules par semaine changent en fonction des établissements.
Au niveau de l'épreuve il y a donc une partie en rapport avec l'option choisie. Cette partie est de coefficient 7 avec une partie orale uniquement, appelé Dossier Technologique. Cependant il y a un système de CCF (Contrôles Continus de Formation) jouant pour 40% de la note finale du bac. Ces CCF s'effectuent tout au long de l'année à partir de la première ou de la terminale en fonction des établissements.
| Modules                                                   | Heures/semaine |
| --------------------------------------------------------- | -------------- |
| Français et Littérature                                   | 3 h            |
| LV1                                                       | 2 h            |
| Biologie et Éducation sportive                            | 3 h            |
| Mathématiques/Informatique                                | 3 h            |
| L'homme et le monde contemporain                          | 3 h 30         |
| Espaces Territoires et Sociétés                           | 1 h 30         |
| Le Fait alimentaire : Gestion du Vivant et des Ressources | 3 h 30         |
| Matière et énergie                                        | 3 h 30         |
| EIL (spécialité)                                          | 4 h 30         |